# Stenobothrus rubicundulus
Stenobothrus rubicundulus је врста инсекта из реда правокрилаца (Ortopthera) и породице Acrididae. 

## Опис
Основна боја варира од зелене преко сиве до браон.  Широка крила мужјака су препланула до црне боје и мало вире изнад задњих колена. Код женки су мало светлија, прекривена тамним мрљама и једва допиру до задњих колена. Нарочито код мужјака, крајеви стомака и задње ноге обојени су светло наранџасто до црвено. Задња колена су тамна. Највећа је врста из рода Stenobothrus у централној Европи. Дужина мужјака износи од 18 до 20 mm, а женки од 17 до 25 mm. 

## Распрострањеност
Ова врста се углавном јавља у централној Европи, посебно у централним и јужним Алпима. Присутна је у Аустрији, Босни, Бугарској, Хрватској, Француској, Грчкој, Италији, Северној Македонији, Румунији, Србији, Словенији и Швајцарској. У Србији је присутна у јужним деловима земље, на преко 500 м надморске висине.  

## Животни циклус и станиште
Одрасле јединке се могу наћи од јула до краја октобра. У топлим стаништима су прилично рана врста упркос надморској висини локалитета. Хране се травама. Ови скакавци су углавном планинске врсте са широком температурном толеранцијом. Највише насељавају суве и камените падине и ливаде унутар отворених шума, на надморској висини од 1.000–2.500 метара.  

## Статус заштите
Према IUCN врста је сврстана у категорију LC - таксон за који постоји мали ризик од изумирања. 

## Синоними
- Gryllus miniatus Charpentier, 1825
- Gryllus rubicundus Germar, 1817
- Omocestus miniatus (Charpentier, 1825)